# 알 스노우
알 스노우(영어: Al Snow, 본명: 알란 레이 세번(Allen Ray Sarven), 1964년 7월 18일 ~ )이다. 미국의 남자 프로레슬러이다. 그는 1982년 프로레슬링 입문했다. 현재는 OVW에서 활동하고있다. 대표적인 피니쉬는 드래곤 슬리퍼, 스노우설트(문설트), 스노우 플로우(스쿱 브레인버스터), 클로버리프, 리버스 파워밤, 스노우 밤(싯아웃 스파인버스터), 다이빙 니 드롭이 있다. 키는 186cm(6 ft 1 in)에다가 몸무게는 107kg(235 lb)이다.

## Professional wrestling highlights
- Finishing moves
  - Cloverleaf
  - Diving knee drop
  - Dragon sleeper
  - Reverse powerbomb
  - Snow Bomb (Sitout spinebuster)
  - Snow Plow (Scoop brainbuster)
  - Snowsault (Moonsault)
  - Superkick
- Signature moves
  - Full nelson slam
  - Diving leg drop
  - Moonsault seated senton
  - Multiple suplex variations
    - Belly-to-back
    - German
    - Northern lights
    - Overhead belly to belly
    - Pumphandle belly-to-back
    - Snow Plex (Wheelbarrow)

  - Multiple kick variations
    - Enzuguri
    - Knee
    - Leg lariat
    - Spinning back
    - Springboard drop

  - Running lariat
  - Side slam
  - Sitout powerslam
  - Slingshot somersault plancha
  - Spinning leg lock

- Manager
  - Jim Cornette

- Entrance themes
  - "Rock and Roll Part 2" by Gary Glitter (ECW)
  - "Head Like a Hole" by Nine Inch Nails (ECW)
  - "Purple Haze" from the Jimi Hendrix Experience (ECW)
  - "Breathe" by Prodigy (ECW)
  - "What Does Everybody Want?" by Jim Johnston (WWF/E)

## 수상
- BCW 월드 켄-엠 태그팀웨이트 챔피언 (1회) - 데니 카스
- CIPW 월드 아메리칸 헤비웨이트 챔피언 (1회)
- GWA 월드 헤비웨이트 챔피언 (1회)
- GWA 월드 주니어 헤비웨이트 챔피언 (1회)
- GWA 월드 태그팀웨이트 챔피언 (5회) - 마이크 켈리
- GLCW 월드 헤비웨이트 챔피언 (2회)
- HRPW 월드 헤비웨이트 챔피언 (1회)
- JAPW 월드 헤비웨이트 챔피언 (1회)
- 인덕티드 인투 더 LPW 헬 오프 페임 2011년 9월 30일
- MOM 월드 태그팀웨이트 챔피언 (1회) - 미키 도일
- MCW-ICW 월드 헤비웨이트 챔피언 (1회)
- MCW 월드 미드웨스트 태그팀웨이트 챔피언 (2회)
- MCW 월드 미드웨스트 테리토리얼웨이트 챔피언 (1회)
- MCW-ICW 월드 유나이티드 스테이츠 태그팀웨이트 챔피언 (6회)
- MTW 월드 헤비웨이트 챔피언 (2회)
- MTW 월드 태그팀웨이트 챔피언 (2회) - 레이 로버츠
- MCW 월드 헤비웨이트 챔피언 (1회)
- MCW 월드 태그팀웨이트 챔피언 (1회) - 데니 카스
- PWU 월드 챔피언 (1회)
- QPW 월드 태그팀웨이트 챔피언 (1회) - 아폴로
- SMW 월드 태그팀웨이트 챔피언 (1회)
- SMW 월드 유나이티드 스테이츠 주니어 헤비웨이트 챔피언 (1회)
- TOW 월드 태그팀웨이트 챔피언 (1회) - PCO
- UWE 월드 유나이티드 스테이츠웨이트 챔피언 (1회)
- USA 월드 프로 헤비웨이트 챔피언 (1회)
- UXW 월드 헤비웨이트 챔피언 (1회)
- ZDC 월드 헤비웨이트 챔피언 (1회)
- WWA 월드 태그팀웨이트 챔피언 (1회) - 미키 도일
- WWA 월드 헤비웨이트 챔피언 (1회)
- WWF 월드 유러피언웨이트 챔피언 (1회)
- WWF 월드 하드코어웨이트 챔피언 (6회)
- WWF 월드 태그팀웨이트 챔피언 (1회) - 맨카인드